# Língua kera
Kera é uma língua Chádica oriental falada por cerca de 45 mil pessoas no sudoeste Chade e por 6 mil pessoas no norte de Camarões.
Foi chamadoade "Tuburi" por Greenberg, um nome compartilhado com  Tupuri.

## Gramática
Kera é uma língua Sujeito-Verbo-Objeto, usando preposições com função semântica. Usa exclusivamente marcação limítrofe de maiúsculas.

## Fonologia
Os símbolos fonéticos e gráficos usados são do Alfabeto Fonético Internacional (IPA)

### Consoantes[1]
|                     | Bilabial | Bilabial | Labio-dental | Labio-dental | Alveolar | Alveolar | Palatal | Palatal | Velar | Velar | Glotal |
| Plosiva             | p        | b        |              |              | t        | d        | c       |         | k     | ɡ     |        |
| Nasal               | m        | m        |              |              | n        | n        |         |         | ŋ     | ŋ     |        |
| Vibrantel           |          |          |              |              | r        | r        |         |         |       |       |        |
| Fricativa           |          |          | f            | v            | s        | z        |         |         |       |       | h      |
| Aproximante         |          |          |              |              |          |          |         | j       |       |       |        |
| Lateral aproximante |          |          |              |              | l        | l        |         |         |       |       |        |

### Vogais[2][3]
As vogais d Kera são, incluindo alofones:
|         | anterior | central | posterior |
| ------- | -------- | ------- | --------- |
| fechada | i        | ɨ       | u         |
| medial  | e / ɛ    |         | o / ɔ     |
| aberta  | a / ə    | a / ə   | a / ə     |

Isso também pode ser expresso por
- Aberta: A língua é posicionada próximo ao céu da boca.
- Arredondada: Os lábios são arredondados enquanto a vogal é pronunciada.
- Anterior: A língua é posicionada na parte frontal da boca.

|             | não arredondada anterior | não arredondada central | arredondada posterior |
| ----------- | ------------------------ | ----------------------- | --------------------- |
| fechada     | i                        | ɨ                       | u                     |
| não fechada | e / ɛ                    | a / ə                   | o / ɔ                 |

Kera tem harmonia vocálica].
Em Kera, muitas palavras precisam ter apenas vogais na classe de vogais fechada ou não fechada. Por exemplo, uma palavra pode ter existem.

## Amostra de texto
Pepeŋ yaŋ nuutu sarəna maŋ, wə əski toose nin Daana wə asaŋ ke ku nin wəra, wə əsəŋ dəərən gəm. Barən bə minti apəya da, ten ji suuse a nəənəm, Gud minti tam məna tam məna nəkaŋ bə ase kar Gə ko toŋ kəna keɗe.

## ligações externas
- Research on stress in Kera
- Kera em Omniglot.com
- Kera em Ethnologue
- Kera em SIL